# Pied Piper (음반)
| 전문가 평가 | 전문가 평가 |
| 평가 점수   | 평가 점수   |
| 출처        | 점수        |
| ----------- | ----------- |
| Allmusic    | 2.5/별      |

《Pied Piper》는 스코틀랜드의 싱어송라이터 도노반의 스무 번째 스튜디오 음반이다. 이 음반은 《A Gift from a Flower to a Garden》과 《HMS Donovan》의 《For Little Ones》 부분에 이어 그의 어린이 음악의 세 번째 음반이다. 2002년 3월 19일, 영국과 미국에서 발매되었다.

## 배경
《Sutras》가 릭 루빈의 아메리칸 레코딩스에서 발매된 유일한 도노반 음반이 될 것이 확실해지자 도노반은 새로운 음악 발매를 포기했다. 그의 관심은 웹사이트를 조직하고 자신의 음반사인 도노반 디스크를 만드는 것으로 그의 사업을 재구성하는 것으로 이동했다. 그는 또한 자서전을 쓰고 레코드 회사 기록 보관소에 깊숙이 있는 스튜디오 테이프를 찾기 시작했다.
한편, 비트 고즈 온 레코드는 영국에서 도노반의 많은 음반을 재발매했다. 이 음반들 중 상당수는 오리지널 바이닐 발매 이후 절판되었다. 희귀 음반을 선택하고 온라인으로 제공하는 조합으로 비트 고즈 온 레코드는 미국에서 수입품으로 판매함으로써 이러한 발매를 활용할 수 있었다. 이 음반들에는 그의 아이들 음반 중 두 장인 《For Little Ones》 (《A Gift from a Flower to a Garden》)과 《HMS Donovan》이 포함되어 있다.
이러한 발매에 비추어 라이노 레코드의 자회사인 뮤직 포 리틀 피플은 도노반과 접촉하여 다른 아이들의 음반을 발매했다. 그는 후속 음반인 《Pied Piper》를 위해 새로운 노래와 많은 어린이 노래의 새로운 버전을 녹음했다. 음반명과 타이틀곡은 모두 1972년 도노반이 피리 부는 사나이 역으로 출연한 자크 드미의 영화 《피리 부는 사람》에서 따왔다. 이 음반은 그의 새 레이블과 함께 발매되었고 도노반 디스크에 의해 첫 번째 음반이 되었다.

## 곡 목록
모든 곡들은 특별한 언급이 없는 한 도노반에 의해 작사/작곡하였다.
| #   | 제목                            | 작사·작곡           | 재생 시간 |
| --- | ------------------------------- | ------------------- | --------- |
| 1.  | 〈I Love My Shirt〉             |                     | 3:31      |
| 2.  | 〈Happiness Runs〉              |                     | 4:42      |
| 3.  | 〈Sun Magic〉                   |                     | 3:46      |
| 4.  | 〈People Call Me Pied Piper〉   |                     | 4:21      |
| 5.  | 〈Little Boy in Corduroy〉      |                     | 3:39      |
| 6.  | 〈Colours〉                     |                     | 3:18      |
| 7.  | 〈Jackie Beanstalk〉            |                     | 6:24      |
| 8.  | 〈A Funny Man〉                 | 나탈리 조안, 도노반 | 2:01      |
| 9.  | 〈Mandolin Man and His Secret〉 |                     | 3:50      |
| 10. | 〈Nature Friends〉              |                     | 1:16      |
| 11. | 〈Wynken, Blynken, and Nod〉    | 유진 필드, 도노반   | 3:26      |
| 12. | 〈Little Teddy Bear〉           |                     | 3:00      |
| 13. | 〈Voyage of the Moon〉          |                     | 5:50      |